# Siparuna subinodora
Siparuna subinodora är en tvåhjärtbladig växtart som beskrevs av A. Dc.. Siparuna subinodora ingår i släktet Siparuna och familjen Siparunaceae. Inga underarter finns listade i Catalogue of Life.